# FAM78B
FAM78B (англ. Family with sequence similarity 78 member B) – білок, який кодується однойменним геном, розташованим у людей на короткому плечі 1-ї хромосоми.  Довжина поліпептидного ланцюга білка становить 261 амінокислот, а молекулярна маса — 29 835.
| 10         |  | 20         |  | 30         |  | 40         |  | 50         |
| ---------- |  | ---------- |  | ---------- |  | ---------- |  | ---------- |
| MGCIQSITCK |  | ARIRRENIVV |  | YDVCATIDQC |  | PTRIEETSPI |  | VLRYKTPYFK |
| ASARVVMPPI |  | PRHETWVVGW |  | IQACNQMEFF |  | NTYSDLGMSS |  | WELPDLREGR |
| VKAISDSDGV |  | SYPWYGNTTE |  | TVTLVGPTNK |  | ISRFSVSMND |  | NFYPSVTWAV |
| PVSDSNVPLL |  | TRIKRDQSFT |  | TWLVAMNTTT |  | KEKIILQTIK |  | WRMRVDIEVD |
| PLQLLGQRAR |  | LVGRTQQEQP |  | RILSRMEPIP |  | PNALVKPNAN |  | DAQVLMWRPK |
| RGPPLVVIPP |  | K          |  |            |  |            |  |            |

A: Аланін

C: Цистеїн

D: Аспарагінова кислота

E: Глутамінова кислота

F: Фенілаланін

G: Гліцин

H: Гістидин

I: Ізолейцин

K: Лізин

L: Лейцин

M: Метіонін

N: Аспарагін

P: Пролін

Q: Глутамін

R: Аргінін

S: Серин

T: Треонін

V: Валін

W: Триптофан